# مدلين (إسبانيا)
مَدَلِين (من اللاتينية: Metellinum، وهي حاليا بالإسبانية: Medellín) هي إحدى مدن وبلديات مقاطعة بطليوس بمنطقة إكستريمادورا في غرب إسبانيا. بلغ عدد سكانها 2.378 نسمة وفقاً لإحصائية عام 2002.

## أعلام
- إرنان كورتيس